# Ка (фараон)
Ка (још познат и као Секхен) био је прединастички фараон Горњег Египта. Вероватно је владао током прве половине 32. века п. н. е. Дужина његове владавине је непозната.
Он је вероватно наследник фараона Ири-Хора, а његов наследник је можда био Краљ Шкорпион. Значење његовог имена још увек није познато.